# Apartment 1303 3D
Apartment 1303 3D é um filme dos Estados Unidos e Canadá de 2012 dirigido por Michael Taverna.